# Lijst van onderkoningen van Nieuw-Spanje
Dit is een lijst van onderkoningen (virreyes) van Nieuw-Spanje, een Spaanse kolonie die Mexico, Centraal-Amerika en het Caribisch Gebied omvatte.

## Gouverneurs
- 1521: Hernán Cortés
- 1521: Cristóbal de Tapia
- 1521: Hernán Cortés
- 1521: Cristóbal de Tapia
- 1521-1524: Hernán Cortés
- 1524: Alonso Zuazo, Alonso de Estrada en Rodrigo de Albornoz
- 1524-1526: Gonzalo de Sandoval en Pedro Almíndez Chirinos
- 1526: Alonso de Estrada en Rodrigo de Albornoz
- 1526: Hernán Cortés
- 1526: Luis Ponce de León
- 1526-1527: Marcos de Aguilar
- 1527: Alonso de Estrada en Gonzalo de Sandoval
- 1527-1528: Alonso de Estrada
- 1528-1535: Audiencia

## Onderkoningen
- 1535-1550: Antonio de Mendoza
- 1550-1564: Luis de Velasco de oudere
- 1564-1566: Audiencia
- 1566-1567: Gastón de Peralta, markies van Falces
- 1567-1568: Alonso Muñoz (waarnemend)
- 1568-1580: Martín Enríquez de Almanza
- 1580-1583: Lorenzo Suárez de Mendoza, graaf van Coruña
- 1584-1585: Pedro Moya y de Contreras
- 1585-1590: Álvaro Manrique de Zúñiga, markies van Villamanrique
- 1590-1595: Luis de Velasco de jongere
- 1595-1603: Gaspar de Zúñiga y Acevedo, graaf van Monterrey
- 1603-1607: Juan de Mendoza y Luna, Marqués de Montesclaros
- 1607-1611: Luis de Velasco de jongere
- 1611-1612: Garcia Guerra
- 1612-1621: Diego Fernández de Córdoba, markies van Guadalcazar
- 1621-1624: Diego Carrillo de Mendoza y Pimentel, markies van Gelves en graaf van Priego
- 1624-1635: Rodrigo Pacheco y Osorio, markies van Cerralvo
- 1635-1640: Lope Díaz de Armendáriz, markies van Cadereyta
- 1640-1642: Diego López Pacheco Cabrera y Bobadilla, markies van Villena en graaf van Escalona
- 1642: Juan de Palafox y Mendoza
- 1642-1648: García Sarmiento de Sotomayor, graaf van Salvatierra en markies van Sobroso
- 1648-1649: Marcos de Torres y Rueda
- 1650-1653: Luis Enríquez y Guzman, graaf van Alba de Liste en markies van Villaflor
- 1653-1660: Francisco Fernandez de la Cueva
- 1660-1664: Juan de Leyva y de la Cerda, markies van Leyva y de Ladrada, graaf van Banos
- 1664: Diego Osorio de Escobar
- 1673: Antonio Sebastián de Toledo, markies van Mancera
- 1673: Pedro Nuno Colon de Portugal, graaf van Veragua en markies van Jamaica
- 1680: Payo Enríquez de Rivera
- 1680-1686: Tomás Antonio de la Cerda y Aragón, graaf van Paredes en markies van la Laguna
- 1686-1688: Melchor Portocarrero Lasso de la Vega, graaf van Monclova
- 1688-1696: Gaspar de Sandoval Silva y Mendoza, graaf van Galve
- 1696-1701: José Sarmeinto Valladares, graaf van Moctezuma en Tula
- 1701: Juan de Ortega y Montáñez
- 1701-1711: Francisco Fernández de la Parra Enríquez, hertog van Alburquerque en markies van Cuellar
- 1711-1716: Fernando de Alencastre Norona y Silva, hertog van Linares
- 1716-1722: Baltasar de Zúñiga y Guzmán, markies van Valero en graaf van Arion
- 1722-1734: Juan de Acuna, markies van Casafuerte
- 1734-1740: Juan Antonio Vizarrón y Eguiarreta
- 1740-1741: Pedro de Castro y Figueroa, hertog van la Conquista en markies van Gracia Real
- 1742-1746: Pedro Cebrian y Agustín, graaf van Fuenclara
- 1746-1755: Francisco de Güemes y Horcasitas, graaf van Revilla Gigedo
- 1755-1760: Agustín Ahumada y Villalon, markies van las Amarillas
- 1760: Francisco Cajigal de la Vega
- 1760-1766: Joaquín de Montserrat, markies van Cruillas
- 1766-1771: Carlos Francisco de Croix, markies van Croix
- 1771-1779: Antonio María de Bucareli y Ursua
- 1779-1783: Martín de Mayorga
- 1783-1784: Matias de Gálvez
- 1785-1786: Bernardo de Gálvez
- 1787: Alonso Níñez de Haro y Peralta
- 1787-1789: Manuel Antonio Flores
- 1789-1794: Juan Vicente de Güemes Pacheco y Padilla, graaf van Revilla Gigedo
- 1794-1798: Miguel de la Grúa Talamanca y Branciforte, markies van Branciforte
- 1798-1800: Miguel José de Azanza
- 1800-1803: Félix Berenguer de Marquina
- 1803-1808: José de Iturrigaray
- 1808-1809: Pedro Garibay
- 1809-1810: Francisco Javier de Lizana y Beaumont
- 1810-1813: Francisco Javier de Venegas
- 1813-1816: Felix María Calleja del Rey
- 1816-1821: Juan Ruiz de Apodaca
- 1821: Francisco Novella Azabal Pérez y Sicardo
- 1821: Juan de O'Donojú